# Judith Rottmann
Judith Friederike Rottmann (* 7. Juli 2006 in Plettenberg) ist eine deutsche Radsportlerin, die Rennen auf Bahn, Straße, im Cyclocross und mit dem Mountainbike bestreitet.

## Sportlicher Werdegang
Seit 2017 ist Judith Rottmann, die sich in mehreren Sportarten wie etwa auch im Schwimmsport versuchte, im Radsport aktiv, wo sie ebenfalls mehrere Disziplinen erprobte, neben Straßen- und Bahnradsport auch Cyclocross und Mountainbike. 2021 startete sie in der Klasse Weibliche Jugend erstmals bei deutschen Bahnmeisterschaften; ihre besten Ergebnisse war jeweils Platz vier in Punkte- und mit Linda Riesmeyer im Zweier-Mannschaftsfahren.
Bei den Junioren-Weltmeisterschaften 2024 errang Rottmann zwei Medaillen: Silber mit Messane Bräutigam im Zweier-Mannschaftsfahren und Bronze im Punktefahren. Im selben Jahr wurde sie gemeinsam mit Bräutigam, Magdalena Leis, Joelle Amelie Messemer und Julia Servay Junioren-Europameisterin in der Mannschaftsverfolgung und mit Bräutigam im Zweier-Mannschaftsfahren Dritte. Bei den Straßenradsport-Europameisterschaften 2024 belegte sie im Straßenrennen der Juniorinnen Platz elf.
2025 wurde Judith Rottmann für die Teilnahme an den Bahneuropameisterschaften im belgischen Heusden-Zolder nominiert.

## Familie
Judith Rottmans Bruder ist der Radsportler Jonathan Rottmann.

## Erfolge
2024
- Junioren-Weltmeisterschaft – Madison (mit Messane Bräutigam)
- Junioren-Weltmeisterschaft – Punktefahren
- Junioren-Europameisterin – Mannschaftsverfolgung (mit Joelle Messemer, Magdalena Leis, Julia Servay, Messane Bräutigam)
- Junioren-Europameisterschaft – Zweier-Mannschaftsfahren (mit Messane Bräutigam)